# Ferrand Whaley Hudig (1883-1937)
Ferrand Whaley Hudig (Rotterdam, 25 juni 1883 - Aerdenhout, 31 maart 1937) was een Nederlands kunsthistoricus, conservator en hoogleraar kunstgeschiedenis aan de Universiteit van Amsterdam.

## Levensloop
Hudig, zoon van Jan Hudig en Johanna Clementia Quarles van Ufford, werd geboren in Rotterdam, waar zijn vader en zijn broer de scheepvaartfirma Hudig & Veder voerden. In eerste instantie trad hij in hun voetsporen. Na een leerperiode in Londen, beheerde hij het Amsterdamse kantoor van de firma van 1907 tot 1913.
Zijn fascinatie voor kunst en literatuur groeide met de jaren. Op zijn dertigste verliet hij het bedrijf om kunstgeschiedenis te gaan studeren in Berlijn bij Adolf Goldschmid, August Grisebach en Georg Loeschcke. Na zijn afstuderen in 1915, ging hij voor zijn promotieonderzoek naar Zürich, waar hij in 1918 afsloot.
Terug in Nederland was Hudig begonnen bij het Nederlandsch Museum voor Geschiedenis en Kunst in Amsterdam als assistent van Marinus van Notten. Dit museum werd in 1924 deel van het Rijksmuseum, en beheerde en toonde toegepaste kunst, beeldhouwwerken en architectuur. Hudig richtte zich op de toegepaste kunst, zoals keramiek en glaswerk. In 1922 publiceerde hij hierover zijn eerste grotere werk, getiteld "Engelsch aardewerk en porselein."
In 1924 werd Hudig, naast zijn conservatorschap, lector in Italiaanse kunst aan de Gemeente Universiteit, en in 1928 werd hij buitengewoon hoogleraar aan de Universiteit van Amsterdam als opvolger van Jan Six. Zijn leerstelling betrof de kunstgeschiedenis van de middeleeuwen en van de nieuwe tijd. Hij schreef nog enige werken over de Europese geschiedenis van de glasindustrie, over Delfs-blauw aardewerk, en over "Frederik Hendrik en de kunst van zijn tijd." Na een kort ziektebed, stierf hij 53 jaar oud, en werd hij opgevolgd door I.Q. van Regteren Altena. Onder zijn studenten waren Hans Jaffé en Karel G. Boon (1906-1996).

### Personalia
Ferrand Whaley Hudig trouwde in 17 augustus 1920 met Josephine Emma Margaretha (Zumbühl) Frey (*1894 te Zurich) te Rotterdam, en op 20 mei 1934 beviel ze van een dochter. Hudigs vrouw promoveerde in kunstgeschiedenis en assisterende hem in verschillende publicaties. Ze publiceerde ook zelf, als Margareta Hudig-Frey, werken over onder andere Hendrik van Veldeke, Julie Mijnssen, en Alessandro Manzoni. Johanna Clementina Hudig was zijn nicht.

## Publicaties
- Hudig, Ferrand. Engelsch aardewerk en porselein : gids door de verzameling in het Nederlandsch Museum voor Geschiedenis en Kunst te Amsterdam. Nederlandsch Museum voor Geschiedenis en Kunst Amsterdam, 1922.
- F.W. Hudig. Kunstgeschiedenis als deel der beschavingsgeschiedenis, Rede Amsterdam G.U. Amsterdam : Vereenigde Drukkerijen, 1924.
- Wilfred Buckley & Ferrand Hudig. European glass : a brief outline of the history of glass making / with notes on various methods of glass decoration.
- F.W. Hudig. Frederik Hendrik en de kunst van zijn tijd. Inaugurele rede Universiteit van Amsterdam, Amsterdam : Menno Hertzberger, 1928.
- Hudig, Ferrand W. Delfter Fayence : ein Handbuch für Sammler und Liebhaber. Schmidt & Co, 1929.

### Over Ferrand Whaley Hudig
- Bredius, A., and H. E. van Gelder. "In memoriam Ferrand W. Hudig", in: Oud Holland (1937): p. 97-99.
- Hintzen, J. D. "Ferrand Whaley Hudig (Rotterdam 25 Juni 1883-Aerdenhout 31 Maart 1937)", in: Jaarboek van de Maatschappij der Nederlandsche Letterkunde te Leiden, 1937-1938 (1938): 151-160;